# Estonian Air
Estonian Air (mã IATA: OV, mã ICAO: ELL) là hãng hàng không của Estonia, có trụ sở chính tại Tallinn (Estonia). Estonian Air đảm nhiệm các tuyến đường hàng không trong nước và tới các nước châu Âu. Căn cứ chính của hãng ở Sân bay Tallinn. Năm 2002, Estonian Air có 302 nhân viên.

## Lịch sử
Estonian Air được chính phủ Estonia thành lập từ ngày 1.12.1991, ngay sau khi Estonia giành được độc lập từ Liên bang Xô Viết. Lúc đầu Estonian Air sử dụng các máy bay cũ Tupolev Tu-134 của phân ban hãng Aeroflot ở Estonia.
Năm 1996, chính phủ Estonia quyết định tư nhân hóa 66% cổ phần của công ty. Hãng Maersk Air của Đan Mạch mua 49%, công ty Cresco Ltd. mua 17% và chính phủ Estonia nắm 34% cổ phần. Năm 1992, Estonian Air gia nhập Hiệp hội Vận tải Hàng không Quốc tế (IATA). Năm 1995, Estonian Air thuê 2 máy bay Boeing 737-500 thay cho các máy bay Tupolev cũ. Năm 1996, công ty thuê 2 máy bay Fokker 50, thay hoàn toàn đội máy bay Tupolev. Năm 1998, công ty thuê thêm 1 máy bay Boeine 757-500. Năm 2002 và 2003, công ty thuê thêm 2 máy bay Boeing 737-500. Tháng 9/2003 Tập đoàn SAS mua lại 49% cổ phần của Maersk Air. Tháng 6/2007 Estonian Air lập công ty hàng không con Estonian Air Regional và mở đường bay từ Tallinn tới Kuressaare, Helsinki (Phần Lan) và Vilnius (Litva).
Estonian Air không gia nhập Star Alliance và bất cứ Liên minh nào khác. Estonian Air chia sẻ chương trình EuroBonus và nhiều dịch vụ của Hãng hàng không Scandinavia.

## Đội máy bay
- 4 Boeing 737-500
- 2 Boeing 737-300
- 2 Saab 340A
- 3 Bombardier CRJ900NG (đang đặt hàng)

## Các nơi đến
- Áo

- Viên

- Belarus

- Minsk

- Bỉ

- Brussels

- Croatia

- Dubrovnik

- Đan Mạch

- Copenhagen

- Estonia

- Tallinn
- Kuressaare

- Phần Lan

- Helsinki

- Pháp

- Paris

- Đức

- Frankfurt
- München
- Hamburg

- Ireland

- Dublin

- Ý

- Milano
- Roma

- Litva

- Vilnius

- Na Uy

- Oslo

- Nga

- Moskva

- Tây Ban Nha

- Barcelona

- Thụy Điển

- Stockholm

- Ukraina

- Kiev
- Simferopol

- Anh

- London

## Các bên đối tác
- Hãng hàng không Scandinavia
- Blue1
- Widerøe
- airBaltic
- Spanair